# Porcellio germanicus
Porcellio germanicus is een pissebed uit de familie Porcellionidae. De wetenschappelijke naam van de soort is voor het eerst geldig gepubliceerd in 1896 door Karl Wilhelm Verhoeff.